# 天草宝島ライン
天草宝島ライン（あまくさたからじまライン）は、株式会社シークルーズが熊本県の本渡 - 前島 - 三角間で定期運航している旅客船航路である。

## 概要
2009年4月1日に就航。2011年10月8日からは三角港で、最寄りの三角駅と熊本駅を結ぶ九州旅客鉄道（JR九州）の臨時特急列車「A列車で行こう」と接続している。

## 航路
運航中の航路
- 前島港（上天草市松島町） - 三角港（宇城市三角町）

所要時間17分。
休止中の航路
- 本渡港（天草市） - 前島港

所要時間35分。2019年1月6日から休止。

## 船舶

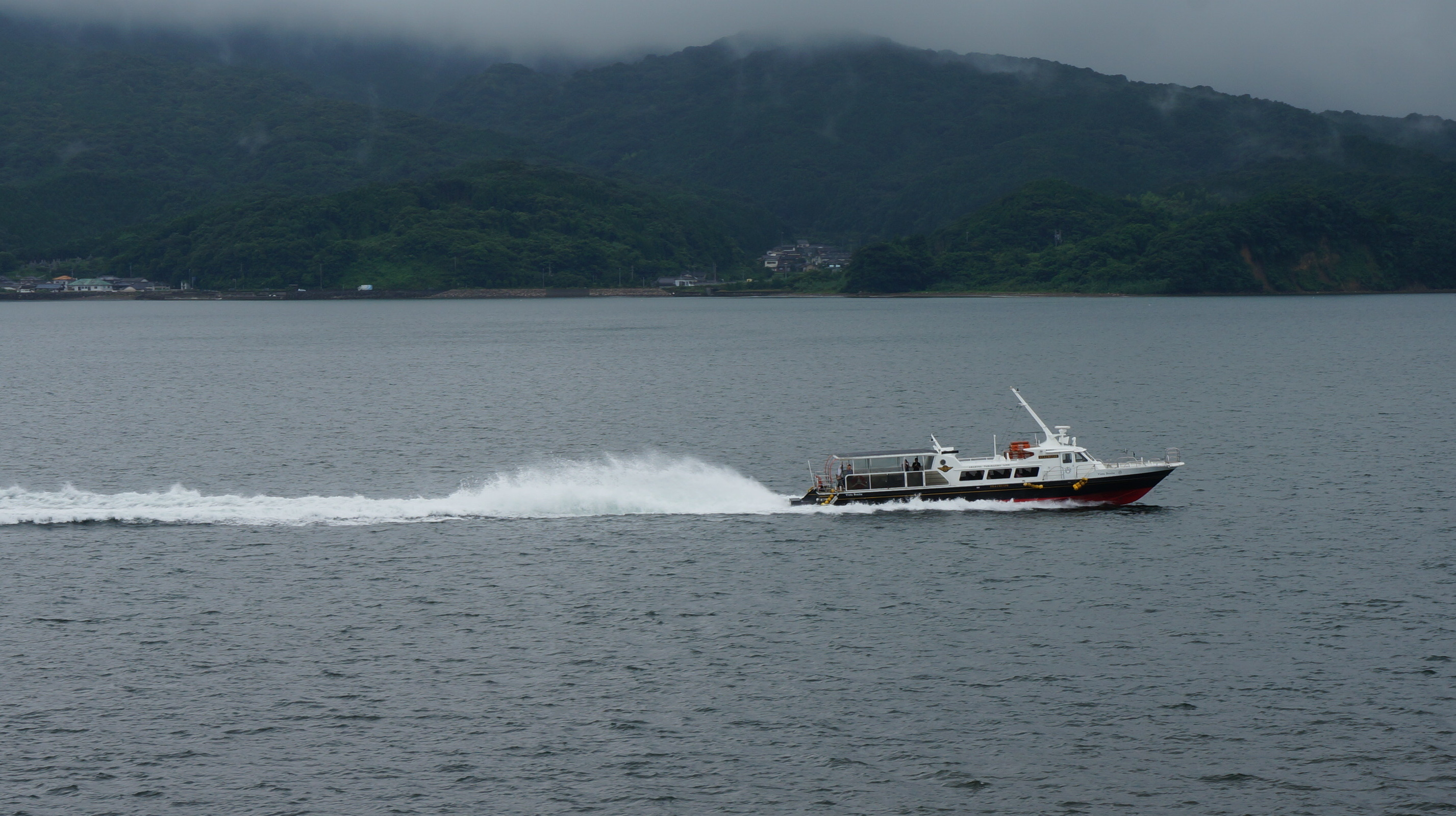
ビスタボニータ号

- ビスタボニータ号
- マリソル号
- セレナ号
- オリビア号